# Блюм, Виктор Адольфович
Виктор Адольфович Блюм (1923—2011) — советский латвийский хозяйственный, государственный и политический деятель.

## Биография
Родился 4 июля 1923 года. Латыш. Участник Великой Отечественной войны. Член КПСС с 1946 года.
С 1946 года — парторг в Адулиенской волости Мадонского уезда, с 1948 — заведующий отделом Латвийского республиканского совета профсоюзов, с 1950 — второй секретарь Скрундского райкома Компартии Латвии, председатель райисполкома, заведующий отделом Лиепайского райкома КП Латвии, первый секретарь Алсунгского, затем Кулдигского райкома КП Латвии, с 1959 — председатель Латвийского республиканского совета профсоюзов, с 1973 года заместитель Председателя Президиума Верховного Совета Латвийской ССР.
Являлся членом ЦК Компартии Латвии. Избирался депутатом Верховного Совета СССР 7-го и 8-го созывов, Верховного Совета Латвийской ССР 3-го, 4-го, 5-го, 6-го, 8-го, 9-го, 10-го, 11-го созывов.
Умер в 2011 году в Риге, похоронен на Лесном кладбище.